# عمل غير روائي إبداعي
العمل غير الروائي الإبداعي (بالإنجليزية: Creative nonfiction)‏، يُعرف أيضًا بالعمل غير الروائي الأدبي أو العمل غير الروائي السردي، هو نمط من الكتابة يستخدم أساليب وتقنيات أدبية لإنشاء نص مبني على حقائق واقعية. ويختلف العمل غير الروائي الإبداعي عن بقية الأعمال غير الروائية (أو غير الخيالية)، مثل الكتابة الأكاديمية أو التقنية أو الصحافة، التي تقوم جميعها هي الأخرى على حقائق واقعية دقيقة لكنها لا تُكتب بهدف الترفيه من ناحية الأسلوب النثري.

## الميزات والتعريف
من أجل أن يُعتبر نص ما عملًا غير روائي إبداعيًا، يجب أن يكون قائمًا على حقائق واقعية دقيقة، ومكتوبًا بمراعاة الأسلوب والتقنيات الأدبية. «بشكل جوهري، الهدف الأساسي لكاتب الأعمال غير الروائية الإبداعية هو نقل المعلومات، مثل الصحفي، غير أنه يحرص على صياغة نصه بطريقة أقرب إلى الأعمال الروائية». تتضمن الأشكال الذي تنتمي إلى هذا النمط كلًا من السيرة والسيرة الذاتية والمذكرات واليوميات وأدب الرحلات والكتابة عن الطعام والصحافة الأدبية والتدوينات التاريخية والمقالات الشخصية، وغيرها من أشكال المقالات الهجينة. ووفقًا لفيفيان غورنيك: «المذكرات هي حكايات مأخوذة من الحياة –أي من أحداث حقيقية لا متخيلة- تُروى من قِبل راوٍ متكلم يكون هو الكاتب دون شك. وفي ما خلا هذه المتطلبات المجردة، فهي تتحمل نفس المسؤولية التي تتحملها الرواية أو القصة القصيرة: أن تشكل تجربة تنقلها من كونها حكاية ذات أهمية شخصية إلى حكاية تحمل مغزى للقراء غير المرتبطين بها». ويزعم الناقد كريس أندرسون أن أفضل طريقة لفهم هذا النمط تكمن في تقسيمه إلى نمطين فرعيين اثنين –هما المقالة الشخصية والمقالة الصحفية- غير أن النمط يُعرّف حاليًا من خلال افتقاره إلى الاصطلاحات الراسخة.
تقترح الناقدة الأدبية باربرا لونسبري –في كتابها: فن الحقيقة- أربعة معايير تكوينية للنمط، أولها «مادة موضوع قابلة للتوثيق مختارة من العالم الحقيقي وليست مبتكرة من ذهن الكاتب»، وهي تعني بهذا أن تكون المواضيع والأحداث التي تناقَش في النص موجودة في العالم الطبيعي بشكل يمكن إثباته. والمعيار الثاني هو «البحث الشامل»، الذي تقول إنه يتيح للكتّاب «منظورات روائية في تناول مواضيعهم» وفي نفس الوقت «يسمح لهم بترسيخ مصداقية سردهم من خلال إيراد مراجع يمكن التحقق منها في نصوصهم». أما المعيار الثالث الذي تزعم لونسبري بأهميته الشديدة في تعريف هذا النمط هو «المشهد»، إذ تؤكد على أهمية وصف سياق الأحداث وإحيائه بخلاف الأسلوب الصحفي النموذجي الذي يقوم على التقرير الموضوعي. ويتمثل المعيار الرابع والأخير من المعايير التي تقترحها في «الكتابة الراقية: الأسلوب النثري الأدبي». تقول: «تضمن مادة الموضوع التي يمكن التحقق منها والبحث الشامل تحقيق الجانب غير الروائي من العمل غير الروائي الأدبي؛ فيما يكشف الشكل والبنية السردية عن البراعة الفنية للكاتب؛ وأخيرًا، تُظهر اللغة المصقولة أن الهدف كان الأدب منذ البداية».
يمكن بناء العمل غير الروائي الإبداعي على مثال الأعمال السردية الروائية التقليدية، مثلما هو الحال في قصة فنتون جونسون عن الحب والفقدان، جغرافية القلب، وكتاب فيرجينيا هولمان إنقاذ باتي هيرست. حين تتّبع كتب الأعمال غير الروائية الإبداعية مسارًا شبيهًا بالمسار القصصي، يُطلق عليها في بعض الأحيان اسم الأعمال غير الروائية السردية. وثمة كتب أخرى، مثل هكذا يستوعب عقلك الموسيقى (بالإنجليزية: This Is Your Brain on Music) والعالم في ست أغانٍ لدانييل ليفيتين، تستخدم عناصر من الزخم السردي والوزن الشعري بهدف تحقيق جودة أدبية. عادةً ما يتجنب العمل غير الروائي الإبداعي الحدودَ التقليدية للسرد بالمجمل، كما في المزاح المر الحلو في مقالة ناتاليا غينزبرج المعنونة «هو وأنا»، وفي جولة جون ماكفي الأخاذة في أنحاء أتلانتيك سيتي بعنوان «بحثًا عن مارفن غاردنز»، وفي مقالات أندر مونسون التجريبية المشاكسة التي وردت ضمن كتابه «حتى العنق ومآزق أخرى» (بالإنجليزية: Neck-Deep and Other Predicaments).
انتهج كتّاب الأعمال غير الروائية الإبداعية طرقًا جديدة في تشكيل نصوصهم –بما في ذلك التقنيات التي يتيحها الإنترنت- لأن هذا النمط يقود نفسه نحو تجريب غير مسبوق، واعتمدت عشرات الصحف والمجلات الجديدة –المطبوع منها والإلكتروني- إدخال الأعمال غير الروائية الإبداعية بشكل بارز ضمن منشوراتها.